# أوهورو كينياتا
اوهورو كينياتا (بالإنجليزية: Uhuru Kenyatta) (26 أكتوبر 1961 في نيروبي، كينيا)، رئيس كينيا السابق منذ 9 أبريل 2013 حتى 15 أغسطس 2022.

## عن حياته
ينتمي إلى الجماعة العرقية كيكويو، وهو نجل «جومو كينياتا» أول رئيس للجمهورية بين عامي 1964 و1978. ودرس العلوم السياسية.
انتخب عضوا في البرلمان في عام 2001، وعين بعد فترة وجيزة وزيرا للحكم المحلي. في ديسمبر 2002، ورشحه حزب كانو في الانتخابات الرئاسية، وانهزم أمام مواي كيباكي وصار زعيما للمعارضة. ولكن في ديسمبر 2007، دعم إعادة انتخاب الرئيس كيباكي وعاد لشغل منصب في الحكومة. في أبريل 2008، أصبح نائبا لرئيس الوزراء في الحكومة الائتلافية بزعامة رايلا أودينغا، مكلف بوزارة التجارة وفي عام 2009 بالمالية. في عام 2012، وضعته المحكمة الجنائية الدولية تحت التحقيق بتهمة ارتكاب جرائم ضد الإنسانية خلال أعمال العنف التي تلت الانتخابات الرئاسية في عام 2007. فاستقال من مهامه الوزارية وبقي نائبا لرئيس مجلس الوزراء.

## الانتخابات

### الانتخابات الرئاسية 2013
نافس رايلا أودينغا في الجولة الأولى من الانتخابات الرئاسية التي جرت في 4 مارس 2013 ، وأعلن فائزا بعد أن حاز 50.07 ٪ من الأصوات. أدى اليمين الدستورية و تولى منصبه في 9 أبريل من نفس السنة.

### الانتخابات الرئاسية 2017
في يوم 11 أغسطس 2017 أعلنت لجنة الانتخابات الكينية، فوز الرئيس المنتهية ولايته أوهورو كينياتا، بولاية جديدة لحكم كينيا، وحصل كينياتا على 54,27% من الأصوات مقابل 44,74 % لمنافسه الرئيسي رايلا أودينجا، وذلك وفق ما أذاع التلفزيون الكيني.

### انتخابات عام 2022
وفقًا للدستور الكيني فقد جرى تحديد الحد الأقصى لفترات الرئاسة بفترتين، لذا فلم يكن من حقه الترشح في الانتخابات العامة عام 2022.

## وصلات خارجية
- أوهورو كينياتا على موقع IMDb (الإنجليزية)
- أوهورو كينياتا على موقع الموسوعة البريطانية (الإنجليزية)
- أوهورو كينياتا على موقع مونزينجر (الألمانية)
- الموقع الرسمي